# Anthony Gardner
Anthony Derek Gardner (født 19. september 1980 i Stafford, England) er en engelsk tidligere fodboldspiller, der spillede som midterforsvarer for forskellige engelske klubber og en enkelt kamp for Englands fodboldlandshold. Han blev købt og solgt for millioner af pund i det hjemlige transfermarket. Gennem sin karriere var han ofte plaget af skader, hvilket begrænsede det antal kampe han nåede at spille.

## Karriere

### Klub
Anthony Gardner startede sin karriere hos  Port Vale i 1998. Efter to år blev han solgt til Tottenham Hotspur for 1 million £, hvor han spillede 142 kampe for Premier League klubben i alle konkurrencer. I 2008 blev han udlejet til både Everton og Hull City, før han underskrev en permanent kontrakt med sidstnævnte for en sum på 2,5 millioner pund. Han blev udlånt til Crystal Palace 2010–11 sæsonen, før han skiftede til klubben den efterfølgende sæson. I juni 2012 underskrev han en to-årig kontrakt med Sheffield Wednesday, hvor han blev i to år.

### Landshold
Gardner nåede i sin tid som landsholdsspiller at spille en enkelt kamp for England, der faldt i marts 2004 i en kamp mod Sverige.